# Rudolf Krajewski
Rudolf Ryszard Krajewski (ur. 16 września 1899, zm. 4 listopada 1972 w Krakowie) – polski doktor inżynier, porucznik piechoty Wojska Polskiego.

## Życiorys
Urodził się 16 września 1899. Uczestniczył w I wojnie światowej. Uzyskał stopień doktora i tytuł inżyniera. Pracował jako technik w cukrowni Chodorów (w tym czasie w 1928 był wybrany delegatem do rady Kasy Chorych w Bóbrce).
W Wojsku Polskim został awansowany na stopień porucznika ze starszeństwem z dniem 2 stycznia 1932. W 1934 był oficerem rezerwy 20 pułku piechoty w Krakowie i pozostawał wówczas w ewidencji Powiatowej Komendy Uzupełnień Kraków Miasto.
Brał udział w II wojnie światowej. Wszedł w skład pierwszej po II wojnie światowej dyrekcji zjednoczeń przemysłu cukrowniczego w okręgu krakowskim. Był dyrektorem oddziałów Narodowego Banku Polskiego w Głuchołazach, Tarnowskich Górach i w Olsztynie.
Zmarł 4 listopada 1972 w Krakowie. Został pochowany na cmentarzu Rakowickim w Krakowie 8 listopada 1972. Był żonaty z Marią z domu Skrzyszowską (1899-1975), miał córkę. 

## Ordery i odznaczenia
- Srebrny Krzyż Zasługi (19 marca 1931)[10]